# Арк сюр Тий
Арк сюр Тий (на френски: Arc-sur-Tille) е град в източна Франция, част от департамента Кот д'Ор на регион Бургундия-Франш Конте. Населението му е около 2648 души (по данни от 1 януари 2016 г.).
Разположен е на река Тий, на 12 km източно от центъра на Дижон. Селището е известно от началото на XII век, когато е владение на дижонското абатство „Свети Стефан“, а основният му поминък е въглищарството.